# アーノルド・ドレイブラット
アーノルド・ドレイブラット（Arnold Dreyblatt、1953年 - ）は、アメリカの作曲家、パフォーミング・アーティスト、ビジュアル・アーティスト。

## 略歴
アーノルド・ドレイブラットは1953年にニューヨークで生まれた。ドレイブラットの母親、ルシール・ヴァレンロット（1918年–1998年）は画家であった。
1970年代にウェズリアン大学で研究を開始し、バッファロー大学のメディア研究センターに移籍した。1982年、ドレイブラットはウェズリアン大学で作曲の修士号を取得し、その論文は「Nodal Excitation (主量子数による励起)」と題された。ポーリン・オリヴェロス、ラ・モンテ・ヤング、アルヴィン・ルシエ（ウェズリアン大学）から音楽を学び、スタイナ&ウッディ・ヴァスルカから新しいメディア・アートを学んだ。
そのインスタレーション、パフォーマンス、メディア作品において、ドレイブラットは、記憶とアーカイヴに関するメディアの言説として機能する、記憶のための複雑なテキストと空間のメタファーを作成している。彼のインスタレーション、パブリック・アートワーク、パフォーマンスはヨーロッパで広く展示され、上演されている。
ニューヨークにおけるミニマル作曲家・第2世代の中でも、アーノルド・ドレイブラットは作曲と音楽演奏に対するユニークなアプローチを開発した。彼は一連の新しいオリジナル楽器、演奏技術、そしてチューニング・システムを発明してきている。彼の作曲は高調波と純正律に基づいており、自身が改造ベースのために開発したボウイング技法、および自身が特別に調整したベース以外の改造された従来からある楽器のいずれかによって演奏された。もともとはベースのボウイングの動きによって提供される安定したパルスを使用していた（これが彼の音楽をミニマルのカテゴリーに入れた）が、最終的にはより多くの楽器と、よりリズミカルな多様性を追加していった。
ドレイブラットは、1998年の現代美術財団の芸術家助成金を受けた。また、ポール・パンハウゼン、ピエール・ベルテ、エックス・イースター・アイランド・ヘッドとともに協力してきた。
1984年からドイツのベルリンを拠点としている。2007年に、ベルリン芸術アカデミーに選出された。

## コラボレーション
ドレイブラットはサイケデリック・フォーク・バンドのMegafaunとマテリアルを共同で制作した。彼らは2012年に次のアルバムを録音し、2012年9月にノースカロライナ州ローリーで開催される第3回ホップスコッチ音楽祭で演奏した。彼らはまた、2013年2月にニューヨークで開催されたエクスタティック音楽祭にも出演した。

## ディスコグラフィ

### リーダー・アルバム
- Nodal Excitation (1982年、India Navigation)
- Propellers in Love (1986年、HatART)
- Animal Magnetism (1995年、Tzadik)
- The Sound of One String (1998年、Table of the Elements) ※未発表ライブ録音 1979年–1992年
- The Adding Machine (2002年、Cantaloupe)
- Point Source / Lapse (2004年、Table of the Elements)
- Live at Federal Hall (2006年、Table of the Elements)
- Resonant Relations (2008年、Cantaloupe)
- Appalachian Excitation (2013年、Northern Spy) ※with Megafaun

### 参加アルバム
- Geduldig Un Thimann : A Haymish Groove (1994年、Schallter)
- バング・オン・ア・カン : Renegade Heaven (2000年、Cantaloupe) ※「Escalator」収録